# Alagón (rivière)
Pour les articles homonymes, voir Alagon (homonymie).
L'Alagón est une rivière espagnole d'une longueur de 205 km qui coule dans la communauté autonome de Castille-et-León. Il est un affluent du Tage.

## Source de la traduction
- (de) Cet article est partiellement ou en totalité issu de l’article de Wikipédia en allemand intitulé « Alagón (Fluss) » (voir la liste des auteurs).